# Piazza Santa Trinita

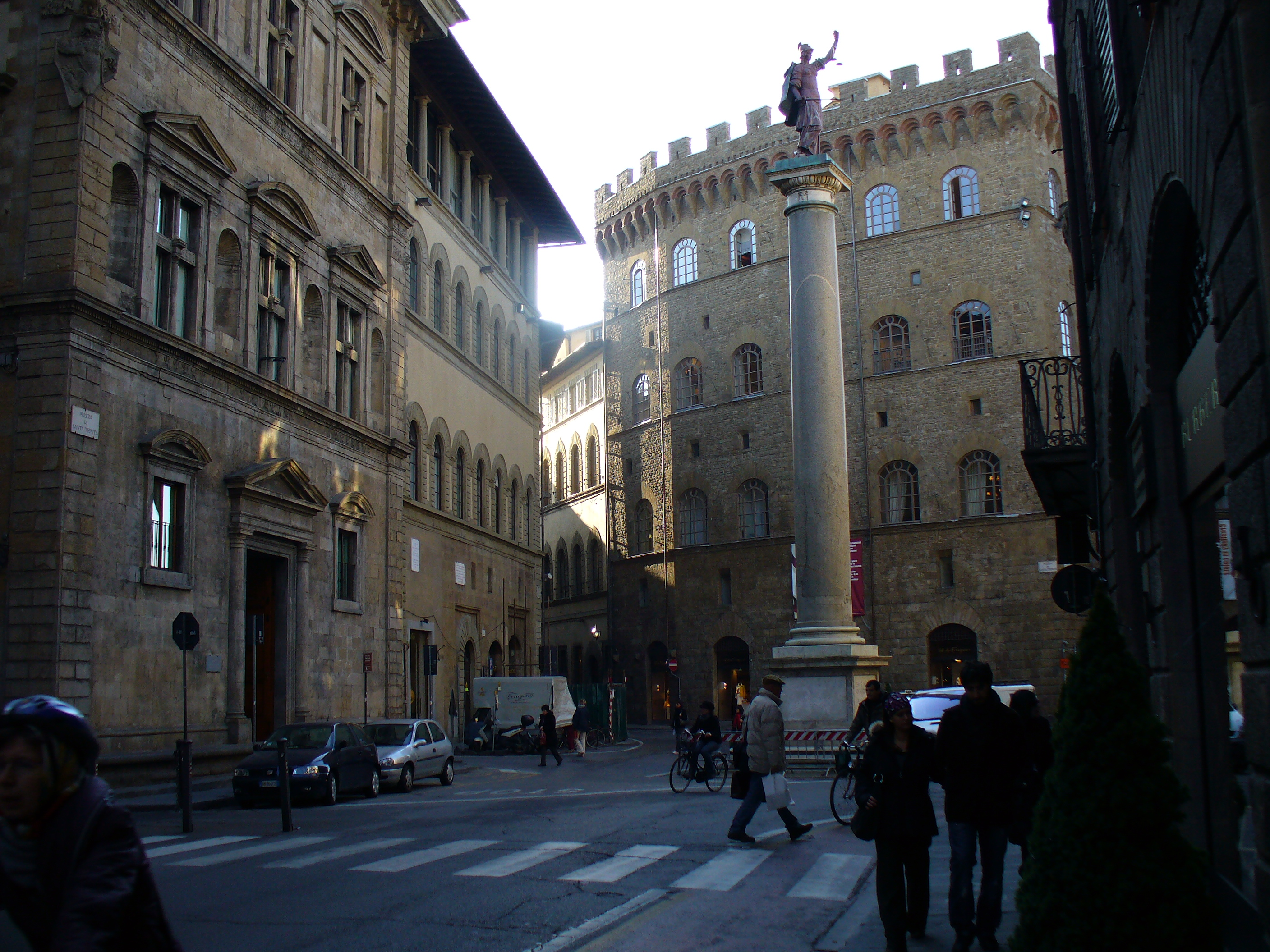
Piazza Santa Trinita.

La Piazza Santa Trinita est une place triangulaire du centre de Florence, en Toscane, nommée d'après l'église Santa Trinita sur le côté ouest de la place.

## Description
La place est traversée par la Via de' Tornabuoni. Au milieu de la place se trouve une ancienne colonne romaine, connue sous le nom de Colonne de la Justice en raison d'une sculpture de la Justice à son sommet. Plusieurs palais gothiques et Renaissance entourent la place :
- Palazzo Bartolini-Salimbeni ;
- Palais Buondelmonti du XVe siècle  ;
- Palazzo Minerbetti  du XIVe siècle ;
- Palais Spini-Feroni  du XIVe siècle), qui abrite actuellement le Museo Salvatore Ferragamo et le siège de la maison de couture du même nom.